# Ichthyoxenus amurensis
Ichthyoxenus amurensis är en kräftdjursart som först beskrevs av Gerstfeldt 1858.  Ichthyoxenus amurensis ingår i släktet Ichthyoxenus och familjen Cymothoidae. Inga underarter finns listade i Catalogue of Life.